# Caterina I de Navarra
Caterina I de Navarra (1470 - Mont-de-Marsan, França, 1517) fou reina de Navarra, comtessa de Foix i Bigorra, vescomtessa de Bearn, Marsan i Castellbò (1483-1517).

## Orígens familiars
Filla de Gastó III de Castellbò i Magdalena de França, va succeir el seu germà Francesc Febus, mort enverinat el 1483. Anna fou la cosina de reina Anna de Candale, reina consort d'Hongria.

## Núpcies i descendents
Es casà el 14 de juliol de 1484 a Orthez amb Joan III Albret, senyor d'Albret i vescomte de Tartàs. D'aquest casament nasqueren:
- la infanta Anna de Navarra (1492-1532)
- la infanta Magdalena de Navarra (1494-1504)
- la infanta Caterina de Navarra (1495-1532), abadessa a Caen
- la infanta Joana de Navarra (1496)
- un infant sense nom (1500)
- l'infant Andreu Febus de Navarra (1501-1503)
- l'infant Enric II de Navarra (1503-1555), rei de Navarra
- l'infant Bonaventura de Navarra (1505-1510)
- l'infant Martí de Navarra (1506-1512)
- l'infant Francesc de Navarra (1508-1512)
- l'infant Carles de Navarra (1510-1528)
- la infanta Isabel de Navarra (v 1513-?), casada el 1534 amb el vescomte René I de Rohan
- la infanta Quitèria de Navarra (?-1536), abadessa

## Ascens al tron navarrès
A la mort del seu germà el 1483, Caterina fou nomenada reina de Navarra i comtessa de Foix, sota la tutela de la seva mare i el seu lloctinent Alan d'Albret, pare de Joan III Albret. El matrimoni de Caterina i Joan va ser molt mal vist pels beamontesos, que es van col·locar sota la protecció i custòdia d'Isabel i Ferran mentre que les Corts agramonteses d'Estella, sense acceptar la decisió de la regent, li van aconsellar que esperés a la conclusió de la pau entre Castella i França, enfrontats en la Guerra boja. Pel tractat de València Alan d'Albret va obtenir un subsidi dels Reis Catòlics per a combatre Anna de França a la Guerra boja, a canvi de reforçar el seu protectorat sobre el Regne de Navarra, però la coronació efectiva no es realitzà fins al 10 de gener de 1494 a la catedral de Pamplona. Caterina I es feu coronar juntament amb el seu marit, que a partir d'aquell moment passà a governar juntament amb ella.
A la mort de Francesc I de Navarra, Joan de Foix contestà la successió de Caterina en virtut de la Llei sàlica, reprenent-se la Guerra civil navarresa fins que les dues parts van arribar a un acord a Tarbes el 7 de setembre de 1497, en virtut del qual la filla de Joan, Germana de Foix, es casaria amb el rei Ferran el Catòlic amb la possibilitat de tenir fills successors als regnes catalans.

## Ocupació castellana
Caterina es va acostar a França i el rei Ferran, oposat a la política francesa, va enviar Fadrique de Toledo, Duc d'Alba, vers Navarra. El 25 de juliol de 1512 fou ocupada Pamplona, annexionant l'Alta Navarra a la Corona de Castella. El rei aragonès també confiscà el títol de vescomte de Castellbò.
Joan d'Albret no va oposar resistència i es va refugiar el 1513 a la cort del rei de França, cosa que la seva dona sempre li va retreure. El 23 de març d'aquell any, les Corts de Navarra, reunides a Pamplona, van proclamar Ferran el Catòlic rei de Navarra, mentre Caterina i Joan d'Albret mantingueren també el títol de reis de Navarra, però tan sols de la Baixa Navarra.
Va morir el 12 de febrer de 1517 a Mont-de-Marsan i la va succeir el seu fill Enric II de Navarra.